# Knights Valley AVA
Knights Valley AVA (anerkannt seit dem 21. Oktober 1983) ist ein Weinbaugebiet im US-Bundesstaat Kalifornien. Das Gebiet liegt im Verwaltungsgebiet Sonoma County in unmittelbarer Umgebung östlich der Alexander Valley AVA und Chalk Hill AVA zwischen Jimtown und Calistoga. Diese Herkunftsbezeichnung gehört zu den fünf ersten näher spezifizierten Weinbaugebieten des Sonoma County. Die aktuell bestockte Rebfläche verteilt sich auf ca. 30 Lagen, die von ebenso vielen Weinbauern bearbeitet werden. Durch seine östliche Lage an den Hanglagen der Mayacamas Mountains verfügt dieses Gebiet über das wärmste Klima aller Weinbaugebiete des Sonoma County. Weiter östlich schließt sich die Napa Valley AVA an.

## Klima
Die warmen Tagestemperaturen sowie kühle Nächte begünstigen den Anbau von Rebsorten aus dem Bordeaux oder von der Rhône. Cabernet Sauvignon ist die populärste Rebsorte des Knights Valley. Aber auch Merlot, Cabernet Franc, Malbec und Petit Verdot sowie Sauvignon Blanc, Chardonnay, Viognier und Syrah gedeihen sehr gut.

## Weingüter
Die zwei größten Erzeuger von Weinen dieser Herkunftsbezeichnung sind die Betriebe Beringer Vineyards und Kendall Jackson Winery.